# Ruiziella frontosa
Ruiziella frontosa är en tvåvingeart som beskrevs av Cortes 1951. Ruiziella frontosa ingår i släktet Ruiziella och familjen parasitflugor. Inga underarter finns listade i Catalogue of Life.